# Ocellularia zenkeri
Ocellularia zenkeri är en lavart som beskrevs av Andreas Frisch. 
Ocellularia zenkeri ingår i släktet Ocellularia och familjen Graphidaceae. Inga underarter finns listade i Catalogue of Life.